# Séries 500 - Shinkansen
Os comboios Shinkansen da série 500 são os mais rápidos, mais potentes e mais caros comboios a circular na rede de alta velocidade japonesa. São desenhados para serem capazes de viajar a 320 km/h, apesar de actualmente circularem a um máximo de 300 km/h em serviço regular. As rodas motrizes usam uma suspensão activa controlada por computador para uma viagem mais suave e segura. Todas as dezasseis carruagens do comboio são motorizadas, dando um máximo de 18,24MW de força, cerca de 25.000 cavalos de potência. Cada comboio custa o estimado em ¥5.000.000.000, cerca de €34.000.000, e, devido a esse preço, apenas nove foram construídos.

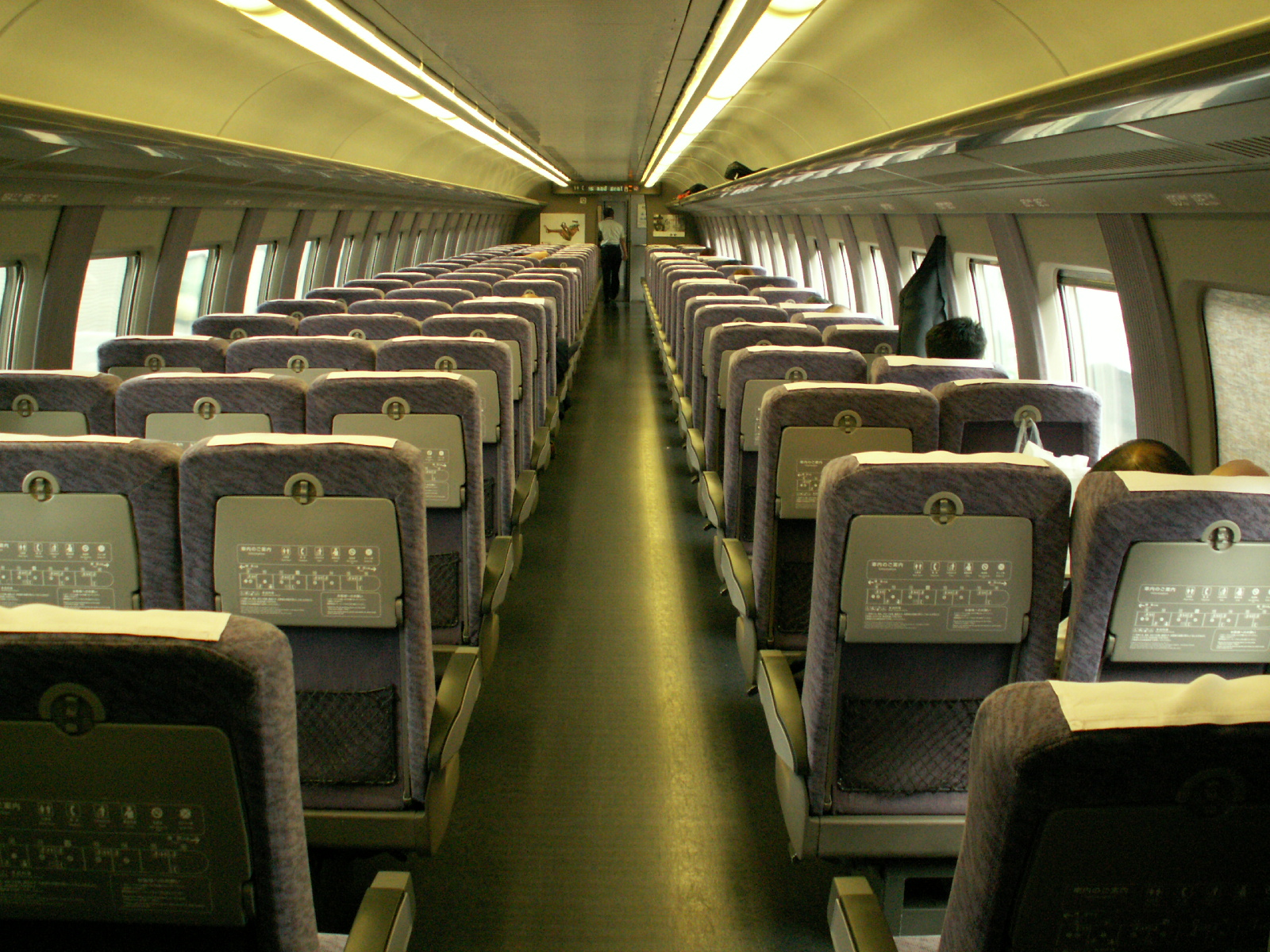
Interior da série 500

Visualmente são impactantes, com o nariz longo e pontiagudo, fazendo lembrar mais um avião supersónico do que um convencional comboio de alta velocidade. Em 1990, a Hitachi encomendou à Neumeister Design da Alemanha que criasse um desenho para o novo Shinkansen, que veio a se tornar a base para o desenvolvimento da série 500.
O primeiro comboio completo foi entregue para testes em 1995, entrando ao serviço de passageiros em Março de 1997. Os nove comboios foram todos entregues até 1998. São normalmente usados apenas nos serviços mais caros do Nozomi, mas também são encontrados nos serviços de Hikari Rail Star, durante os concorridos dias dos feriados.
Quando a nova frota da série N700 estiver completa por 2009, espera-se que os comboios da série 500 sejam realocados para outros deveres, ainda não decididos, e restrinjam-se à linha Sanyo Shinkansen. Existe a possibilidade de que venham a ser reformados e encurtados.